# Obowiązek podatkowy
Obowiązek podatkowy – wynikająca wyłącznie z ustaw podatkowych nieskonkretyzowana powinność przymusowego świadczenia pieniężnego w związku z zaistnieniem zdarzenia określonego w tych ustawach (art. 4 ordynacji podatkowej).
Każda ustawa podatkowa odrębnie, właściwie dla podatku, który reguluje ustala zdarzenie lub zdarzenia, które powodują powstanie obowiązku podatkowego.
Obowiązek podatkowy konkretyzuje się w zobowiązaniu podatkowym, którego jest źródłem.

## Literatura
- prof. Andrzej Borodo, Polskie prawo finansowe. Zarys ogólny, Toruń 2005, ISBN 83-7285-253-7.
- prof. Andrzej Gomułowicz, prof. Jerzy Małecki, Polskie prawo finansowe, Lexis Nexis, 2006, ISBN 83-7334-585-X.
- prof. Zbigniew Ofiarski, Prawo finansowe, C.H. Beck, ISBN 83-7483-506-0.

 Zapoznaj się z zastrzeżeniami dotyczącymi pojęć prawnych w Wikipedii.